# Landwirtschaftskammer Steiermark
Die Landwirtschaftskammer Steiermark (LK) ist die gesetzliche Vertretung der Land- und Forstwirte der Steiermark. Die Landwirtschaftskammer ist eine Körperschaft öffentlichen Rechts und Teil der Dachorganisation: Präsidentenkonferenz der Landwirtschaftskammern Österreichs. Die Landwirtschaftskammer Steiermark ist zusammen mit den anderen Landwirtschaftskammern der anderen Bundesländer in Österreich und mit der Wirtschaftskammer, Arbeiterkammer und dem Gewerkschaftsbund Teil der Sozialpartnerschaft, die nach dem Ende des Zweiten Weltkrieges eingerichtet wurde.

## Geschichte
Im Jahr 1819 erfolgte die Gründung einer Organisation für Landwirte in der Steiermark (nach Vorbildern in Frankreich, England und Deutschland), folgte 1838 auch Tirol und Vorarlberg. Die Aufgaben war vorrangig die Landeskulturförderung. Die Interessens- und Standesvertretung erfolgte nur ansatzweise.
Durch das Gesetz über die Errichtung der Bauernkammer (1923) wurde die Organisation für Landwirte in eine öffentlich-rechtliche Einrichtung umgewandelt.
Ab dem Jahr 1923 bildeten die einzelnen Landesorganisationen gemeinsam die Präsidentenkonferenz der landwirtschaftlichen Körperschaften Österreich. Durch den Anschlusses an das Dritte Reich wurde die Präsidentenkonferenz 1938 aufgelöst und durch den Reichsnährstand ersetzt.
Nach dem Zweiten Weltkrieg wurde die Landwirtschaftskammer Steiermark im Jahr 1949, vorerst nach der Gesetzeslage vom 5. März 1934, wieder hergestellt.

### Präsidenten
| Von       | Bis  | Präsidenten          |
| --------- | ---- | -------------------- |
| 1930      | 1934 | Karl Hartleb         |
| 1934      | 1938 | August Graf          |
| 1945      | 1948 | Josef Hollersbacher  |
| 1948      | 1971 | Josef Wallner        |
| 1971      | 1980 | Simon Koiner         |
| 1980      | 1989 | Rupert Buchberger    |
| 1989      | 1991 | Erich Pöltl          |
| 1991      | 1993 | Hubert Schwab        |
| 1993      | 2013 | Gerhard Wlodkowski   |
| 2013      | 2025 | Franz Titschenbacher |
| Seit 2025 |      | Andreas Steinegger   |

### Leitung
| Von       | Bis  | Kammerdirektor   |
| --------- | ---- | ---------------- |
| 1930      | 1938 | Anton Karner     |
| 1945      | 1946 | Fritz Schneiter  |
| 1946      | 1948 | Heinrich Hornich |
| 1948      | 1973 | Otto Holzinger   |
| 1974      | 2006 | Heinz Kopetz     |
| 2006      | 2008 | Winfried Eberl   |
| Seit 2008 |      | Werner Brugner   |

## Organisation

### Aufgabe, Zweck
Die Landwirtschaftskammer ist zur Vertretung und Förderung der Land- und Forstwirtschaft sowie der wirtschaftlichen, beruflichen, sozialen und kulturellen Interessen der Berufsangehörigen der Land- und Forstwirtschaft berufen (eine kombinierte Arbeitgeber- und Arbeitnehmervertretung).
Die Aufgaben der Landwirtschaftskammer Steiermark gliedern sich in einen eigenen und einen übertragenen Wirkungsbereich.